# Tenuisentis niloticus
Tenuisentis niloticus är en hakmaskart som först beskrevs av Meyer 1932.  Tenuisentis niloticus ingår i släktet Tenuisentis och familjen Tenuisentidae. Inga underarter finns listade i Catalogue of Life.